# BCY语言
BCY语言，其名称源自“编译程序语言”的汉语拼音缩写，是1960年代由中国科学院计算技术研究所设计的中文编程语言。
1964年至1965年间，中国科学院计算技术研究所的一个以董韫美、周少柏为首的小组在为大型电子管计算机119机建立编译系统BX119的过程中，以ALGOL 60为基础设计了BCY语言。与ALGOL 60相比，BCY语言删去了其中一些不常用的部分，不区分整数型与实数型变量，增加了为描述计算机上的计算过程所用的其他语言成分，并使用汉字书写。基于BCY语言的编译系统最早于1965年在119机上实现，后来又先后在109乙机、109丙机、015机、华北计算技术研究所的DJS-8机、华东计算技术研究所的655机等机器上实现。

## 范例
以下为使用BCY语言计算 {\displaystyle y=\sum _{i=1}^{100}a_{i}}的范例：
```
始
    简变 I, Y;
    场 A[1:100];
    输十 A;
    0⇒Y;
    对于I=1到100步长1执行
        Y+A[I]⇒Y;
    印十 Y;
终
```